# Short track na Zimowych Igrzyskach Olimpijskich 2022 – sztafeta mieszana
Sztafeta mieszana rozgrywana w ramach short tracku na Zimowych Igrzyskach Olimpijskich 2022 odbyła się 5 lutego w Capital Indoor Stadium w Pekinie.

## Terminarz
| Data     | Konkurencja  | Godzina rozpoczęcia | Godzina rozpoczęcia |
| Data     | Konkurencja  | UTC+09:00           | CET                 |
| -------- | ------------ | ------------------- | ------------------- |
| 5 lutego | Ćwierćfinały | 20:32               | 13:32               |
| 5 lutego | Półfinały    | 21:00               | 14:00               |
| 5 lutego | Finał        | 21:25               | 14:25               |

## Wyniki

### Ćwierćfinały
| Miejsce | Grupa | Reprezentacja               | Zawodnicy                                                                           | Czas     | Uwagi |
| ------- | ----- | --------------------------- | ----------------------------------------------------------------------------------- | -------- | ----- |
| 1.      | 1     | Chińska Republika Ludowa    | Qu Chunyu Fan Kexin Wu Dajing Ren Ziwei                                             | 2:37,535 | Q     |
| 2.      | 1     | Włochy                      | Arianna Fontana Arianna Valcepina Yuri Confortola Andrea Cassinelli                 | 2:38,308 | Q     |
| 3.      | 1     | Korea Południowa            | Choi Min-jeong Lee Yu-bin Hwang Dae-heon Park Jang-hyuk                             | 2:48,308 |       |
| 4.      | 1     | Polska                      | Nikola Mazur Kamila Stormowska Michał Niewiński Łukasz Kuczyński                    | 2:50,513 |       |
| 1.      | 2     | Holandia                    | Suzanne Schulting Xandra Velzeboer Itzhak de Laat Jens van ’t Wout                  | 2:36,437 | Q     |
| 2.      | 2     | Kanada                      | Courtney Sarault Florence Brunelle Steven Dubois Pascal Dion                        | 2:36,747 | Q     |
| 3.      | 2     | Kazachstan                  | Jana Chan Olga Tichonowa Dienis Nikisza Abzał Ażgalijew                             | 2:43,004 | q     |
| 4.      | 2     | Francja                     | Tifany Huot-Marchand Gwendoline Daudet Sebastien Lepape Quentin Fercoq              | 2:51,221 |       |
| 1.      | 3     | Węgry                       | Petra Jászapáti Zsófia Kónya Shaolin Sándor Liu John-Henry Krueger                  | 2:38,396 | Q     |
| 2.      | 3     | Rosyjski Komitet Olimpijski | Sofja Proswirnowa Jekatierina Jefriemienkowa Siemion Jelistratow Konstantin Iwlijew | 2:38,445 | Q     |
| 3.      | 3     | Stany Zjednoczone           | Kristen Santos Maame Biney Andrew Heo Ryan Pivirotto                                | 2:39,043 | q     |
| 4.      | 3     | Japonia                     | Yuki Kikuchi Sumire Kikuchi Kazuki Yoshinaga Kota Kikuchi                           | 2:39,112 |       |

### Półfinały
- QA – awans do finału A
- QB – awans do finału B

| Miejsce | Grupa | Reprezentacja               | Zawodnicy                                                                           | Czas     | Uwagi |
| ------- | ----- | --------------------------- | ----------------------------------------------------------------------------------- | -------- | ----- |
| 1.      | 1     | Kanada                      | Courtney Sarault Kim Boutin Jordan Pierre-Gilles Pascal Dion                        | 2:36,808 | QA    |
| 2.      | 1     | Włochy                      | Arianna Fontana Martina Valcepina Pietro Sighel Andrea Cassinelli                   | 2:36,895 | QA    |
| 3.      | 1     | Kazachstan                  | Jana Chan Olga Tichonowa Dienis Nikisza Abzał Ażgalijew                             | 2:42,575 | QB    |
| 4.      | 1     | Holandia                    | Suzanne Schulting Selma Poutsma Sjinkie Knegt Jens van ’t Wout                      | 2:51,919 | QB    |
| 1.      | 2     | Węgry                       | Petra Jászapáti Zsófia Kónya Shaoang Liu Shaolin Sándor Liu                         | 2:38,052 | QA    |
| 2.      | 2     | Chińska Republika Ludowa    | Qu Chunyu Zhang Yuting Wu Dajing Ren Ziwei                                          | 2:38,783 | QA    |
| -       | 2     | Rosyjski Komitet Olimpijski | Sofja Proswirnowa Jekatierina Jefriemienkowa Siemion Jelistratow Konstantin Iwlijew |          | DSQ   |
| -       | 2     | Stany Zjednoczone           | Kristen Santos Corinne Stoddard Andrew Heo Ryan Pivirotto                           |          | DSQ   |

### Finały

#### Finał B
| Miejsce | Reprezentacja | Zawodniczki                                                    | Czas     | Uwagi |
| ------- | ------------- | -------------------------------------------------------------- | -------- | ----- |
| 4.      | Holandia      | Suzanne Schulting Selma Poutsma Sjinkie Knegt Jens van ’t Wout | 2:36,966 |       |
| 5.      | Kazachstan    | Jana Chan Olga Tichonowa Adil Galiachmietow Dienis Nikisza     | 2:44,148 |       |

#### Finał A
| Miejsce | Reprezentacja            | Zawodniczki                                                       | Czas     | Uwagi |
| ------- | ------------------------ | ----------------------------------------------------------------- | -------- | ----- |
| 01 !    | Chińska Republika Ludowa | Qu Chunyu Fan Kexin Wu Dajing Ren Ziwei                           | 2:37,348 |       |
| 02 !    | Włochy                   | Arianna Fontana Martina Valcepina Pietro Sighel Andrea Cassinelli | 2:37,364 |       |
| 03 !    | Węgry                    | Petra Jászapáti Zsófia Kónya Shaoang Liu Shaolin Sándor Liu       | 2:40,900 |       |
| -       | Kanada                   | Florence Brunelle Kim Boutin Steven Dubois Jordan Pierre-Gilles   |          | DSQ   |